# Abell 2125

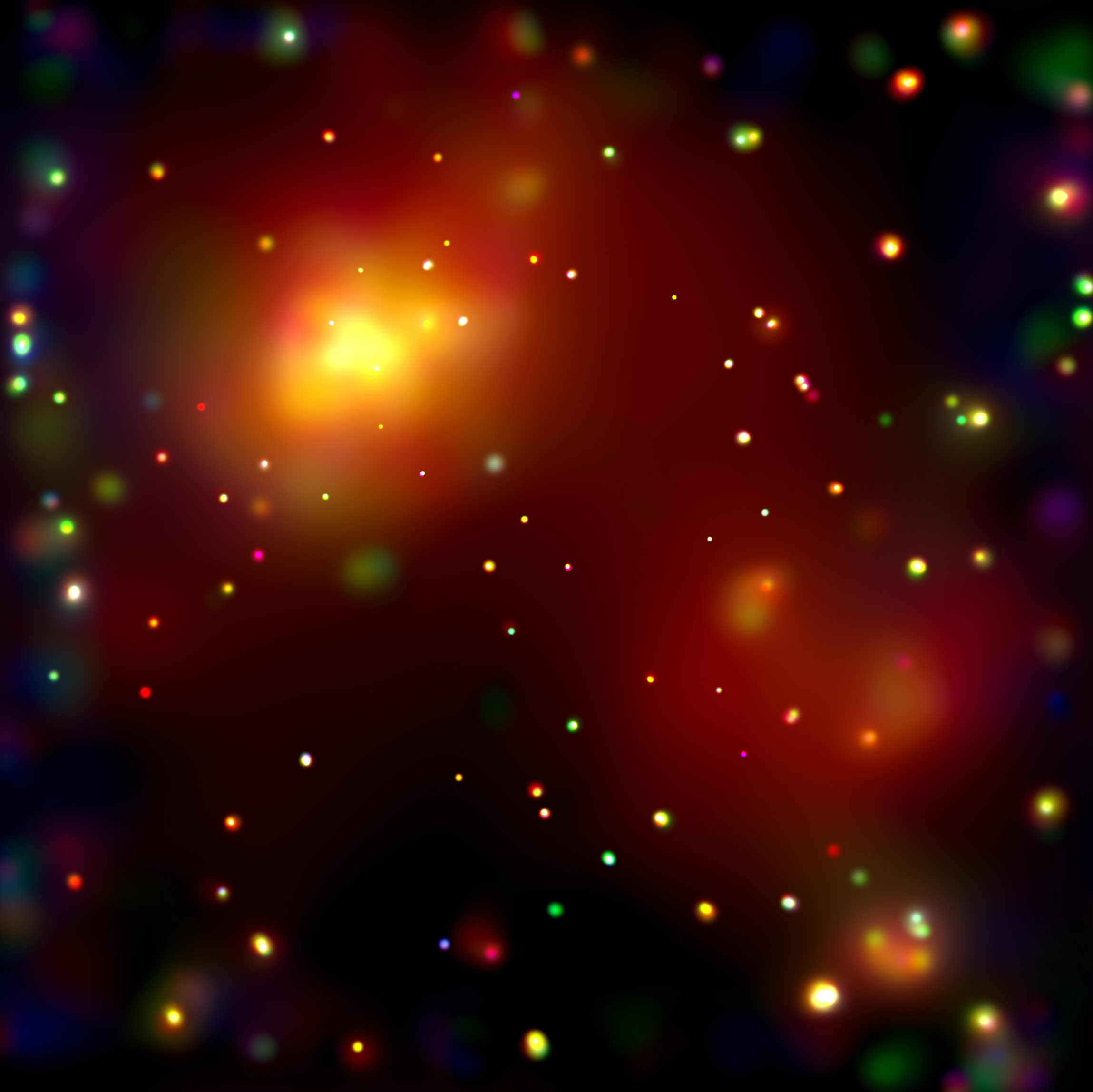
Rentgenowskie zdjęcie gromady galaktyk Abell 2125 (Teleskop kosmiczny Chandra)

Abell 2125 – gromada galaktyk znajdująca się na granicy gwiazdozbiorów Małej Niedźwiedzicy i Smoka, w odległości 3 mld lat świetlnych od Ziemi.
W gromadzie Abell 2125 można dostrzec grupę niezwykle gorących chmur o temperaturze osiągającej wiele milionów stopni Celsjusza. Chmury te przemieszczają się z różnych kierunków, mieszając się ze sobą oraz otaczając równocześnie setki galaktyk. W jednym z tych obłoków występuje niezwykle niski poziom koncentracji atomów żelaza, co jest dowodem na to, że obłok ten znajduje się we wczesnym stadium rozwoju i nie zawiera związków pochodzących z galaktyk. Prawdopodobnie Abell 2125 utworzy jedną masywną gromadę.
Abell 2125 znajduje się we wczesnym stadium rozwoju gromady, dając rzadką okazję do obserwacji gromady w tak wczesnym stadium jej ewolucji.